# Нубрийски сеносъбирач
Нубрийският сеносъбирач (Ochotona nubrica) е вид бозайник от семейство Пики (Ochotonidae).

## Разпространение
Видът е разпространен в Индия (Джаму и Кашмир) и Китай (Тибет).